# Gentilândia Atlético Clube
O Gentilândia Atlético Clube foi um clube brasileiro de futebol da cidade de Fortaleza, capital do estado de Ceará. Levava o nome do bairro onde era sediado: a Gentilândia.

## História[1]
O Gentilândia Atlético Clube foi fundado em 1º de janeiro de 1934 por um grupo de desportistas formado pelos senhores Oton Sobral, Moacir Machado, Jandir Machado, Paulo Araújo, José Lemos,  Raimundo Cals, dentre outros. Naquele mesmo ano, disputou um certame promovido pela Associação dos Desportos do Ceará - A.D.C. Nesta época o time estava atrelado ao "Clube Social Gentilândia" construído pelo Coronel José Gentil Alves de Carvalho (o então dono de boa parte das terra do bairro Gentilândia). Sua sede ficava na rua Rodolfo Teófilo, atual Waldery Uchôa.
Entretanto no ano seguinte, após desentendimentos entre a direção da A.D.C. e os dirigentes do clube, o Gentilândia passou a disputar apenas partidas amistosas suburbanas. Essa situação permaneceu até 1937, quando o clube suspendeu suas atividades futebolísticas.
Em 1938 foram reativadas as atividades, ainda em canchas suburbanas, com um esquadrão denominado "Leão do Subúrbio". No ano de 1943 o Gentilândia viu-se mais uma vez forçado a suspender suas atividades. O Gentilândia, por estar situado próximo ao campus do Benfica da Universidade Federal do Ceará, ficou conhecido como "Clube dos Acadêmicos".

### Primeira Divisão Cearense e títulos
O Gentilândia retomou mais uma vez suas atividades já em 1944. Quatro anos depois o clube foi convidado a disputar o principal campeonato de futebol profissional do estado, promovido pela Federação Cearense de Desportos (posterior Federação Cearense de Futebol).
Em 1956 o Gentilândia ganhou o seu primeiro e único título de Campeão Cearense de Futebol. O jogo que deu o título ao clube foi a vitória sobre o Ceará por 1 a 0. O gol foi marcado por Pipiu e o técnico chamava-se Jombrega. A equipe foi a campo com: Pedrinho, Quixadá Becil, Lamparina, Célio, Teófilo, Edílson, Pipiu (o capitão), Fernando Santos, Fernando Sátiro e Marcos.
Como o campeonato estadual daquele ano foi muito conturbado, não tendo sido realizado o segundo turno, a FCD proclamou o Gentilândia como campeão apenas em 13 de Março de 1957. A entrega de faixas aconteceu no dia 24 daquele mês. Nesse evento, o Gentilândia já ostentava em seu uniforme as nova cores rubro negras.
O Gentilândia conseguiria ainda outro título profissional, ao vencer o Torneio Início de 1959.

### Segunda Divisão e o ocaso definitivo
Os anos após a conquista de 56 foram marcados por sucessivas campanhas ruins. Como resultado, em 1966 o Gentilândia viu-se obrigado a disputar a recém-criada Segunda Divisão do Campeonato Cearense. Após perder as três primeiras partidas, o time abandonou a competição, ausentando-se também da edição no ano seguinte. O clube ainda participou uma vez mais da segunda divisão, em 1968, ficando outra vez em último lugar.
Ainda em 1968 o Gentilândia Atlético Clube desvinculou-se à Federação Cearense de Futebol e pôs fim definitivo às suas atividades.

### Fases do Gentilândia Atlético Clube
Primeira Fase - durou o período de 1934-1937, com participações em torneios suburbanos e competições da A.D.C.
Segunda Fase - entre 1938-1943, exclusivamente em competições de subúrbio.
Terceira Fase - estendeu-se entre  1944-1958 e foi o último, maior e mais relevante momento do clube.

## Cores e símbolos
Durante as suas dus primeiras fases, o Gentilândia tinha o branco e o anil como cores oficiais. Estas cores deram lugar ao preto e ao vermelho a partir de 1957, já na terceira fase.
A respeito da mudança de cores, Pedro Simões, ex-goleiro da equipe, comenta:
"Infelizmente tinha na diretoria do Gentilândia uns torcedores apaixonados pelo Flamengo e achavam que o Gentilândia, por ser um clube simpático, mudando as cores para rubro-negro teria mais adeptos, mas foi uma desilusão. Descaracterizou o Gentilândia que desde sua origem era azul e branco,, ele passou a ter outra identidade, o clube foi campeão do Torneio Início em 1959, manteve boas equipes, mas não era o Gentilândia azul e branco,, não era o mesmo e o Gentilândia morreu vermelho e preto".
O leão tornou-se uma espécie de mascote da equipe a partir da segunda fase do time, quando o Gentilândi ficou conhecido nos torneios suburbanos que disputava como "O Leão Suburbano".
O último escudo, redondo e nas cores rubro-negras, trazia o nome do clube, sua data de fundação - 1934 - e a letra inicial G no centro.
- «Escudo do Gentilândia Atlético Clube no site www.bolanaarea.com»

## Campanha Campeã de 1956
Campeonato Cearense de Futebol - 1956
Fase Classificatória
- 12 de maio de 1956 Usina Ceará 5-3 Gentilândia
- 19 de maio de 1956 Gentilândia 2-2 Nacional-CE
- 27 de maio de 1956 Ceará 2-1 Gentilândia
- 10 de junho de 1956 Ferroviário 4-0 Gentilândia
- 17 de junho de 1956 Gentilândia 2-0 Fortaleza
- 23 de junho de 1956 Gentilândia 3-1 Calouros do Ar
- 1 de julho de 1956 América-CE 4-0 Gentilândia *

Obs: Por razão desconhecida os pontos de América-CE 4-0 Gentilândia foram atribuídos ao time derrotado.
Posições finais do turno classificatório
```
                         P   J   V   E   D  GP  GC  SG
1. Calouros do Ar       10   7   4   2   1  15   8   7
2. Ceará                 9   7   4   1   2  15  12   3
3. América-CE            8   7   3   2   2  24  12  12
4. Usina Ceará           7   7   3   1   3  24  13  11
5. Fortaleza             7   7   3   1   3   9   7   2
6. Ferroviário           7   7   3   1   3  16  17  -1   
eliminado
```

```
7. Gentilândia
     7   7   3   1   3  11  18  -7
8. Nacional-CE           1   7   0   1   6   5  32 -27   
eliminado
```

Obs: Por motivo desconhecido o Ferroviário foi eliminado, assumindo o seu lugar o Gentilândia.
Fase Final 1º Turno
- 11 de agosto de 1956 Fortaleza 2-0 Gentilândia
- 19 de agosto de 1956 Gentilândia 1-0 Calouros do Ar
- 26 de agosto de 1956 Gentilândia 3-2 Usina Ceará
- 8 de setembro de 1956 Gentilândia 2-1 América-CE
- 16 de setembro de 1956 Gentilândia 1-0 Ceará

Posições finais 1º turno
```
                         P   J   V   E   D  GP  GC  SG

1. Gentilândia
           8   5   4   0   1   7   5   2
2. Usina Ceará           6   5   2   2   1   9   6   3
3. Fortaleza             5   5   2   1   2   6   4   2
4. Calouros do Ar        4   5   2   0   3   4   5  -1
5. América-CE            4   5   2   0   3   4   7  -3
6. Ceará                 3   5   1   1   3   5   8  -3
```

Obs1: Com o primeiro lugar, o Gentilândia garantiu vaga na final, que seria disputada com o vencedor do 2° turno.
Obs2: O segundo turno não foi disputado, sendo declarado Campeão Cearense 1956 o Gentilândia Atlético Clube.

### Jogadores notáveis
- Pedrinho

## Títulos

### Estaduais
- Campeonato Cearense: 1956.
- Torneio Início do Ceará: 1959.

## Ranking daFCF
Ranking geral, de 1920 a 2007':
- Posição: 12º
- Pontos: 502

## Ligação externa
- Estatuto da Associação Gentilândia Atlético Clube